# Lacandón

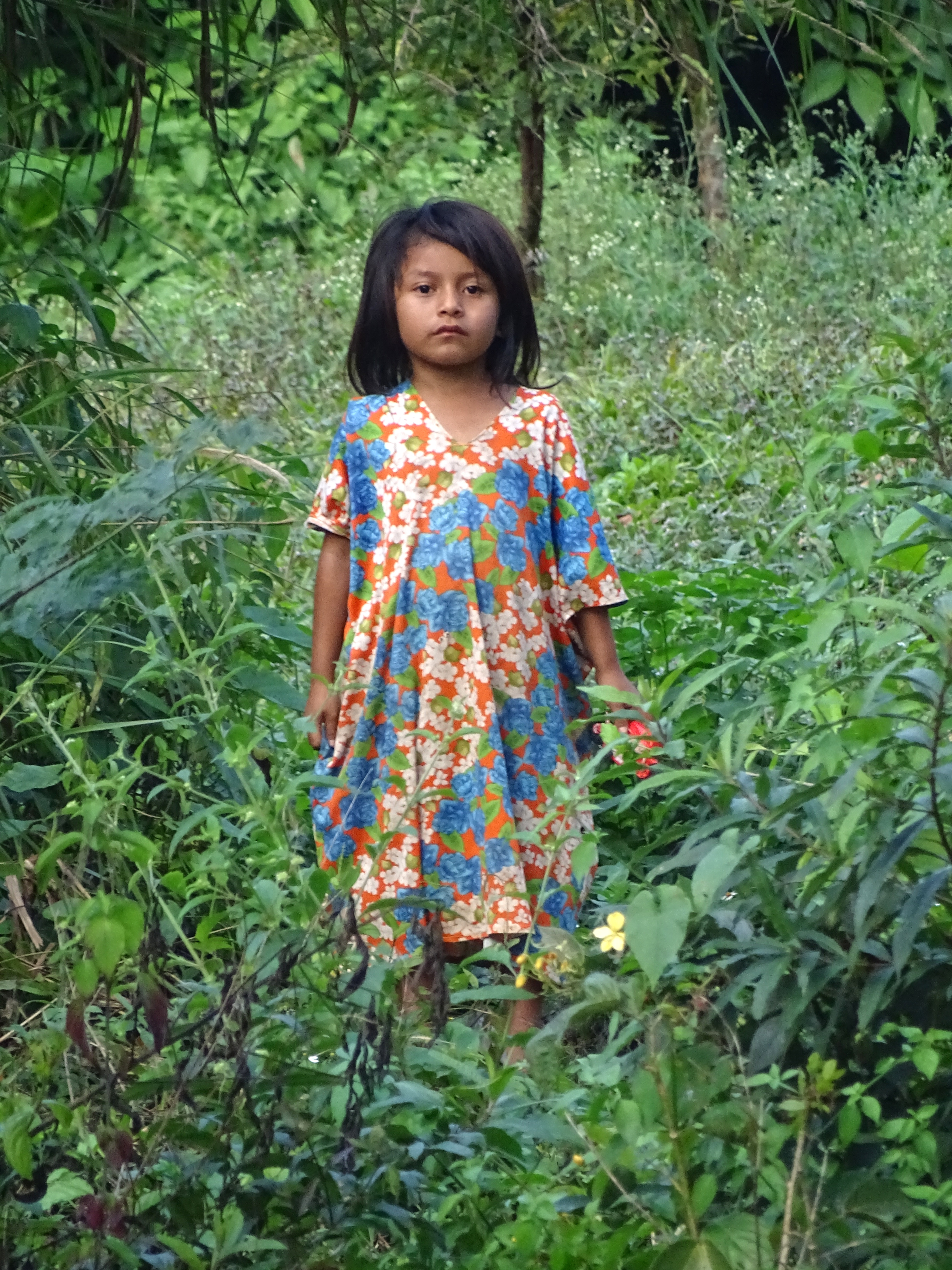
Bambina lacandón a Bonampak

I lacandón sono un popolo indio discendente dai maya che vive principalmente nelle foreste del Chiapas, nel sud-est del Messico (ma fino al 1854 parte del Guatemala). La foresta dove risiedono è nota come Selva Lacandona.
I lacandón sono stati i soli maya nella Nuova Spagna a non essere mai stati conquistati dagli spagnoli. Sono sfuggiti al controllo spagnolo nell'era coloniale vivendo in piccole comunità nella foresta del Chiapas e del Petén (un dipartimento dello stato del Guatemala), evitando i contatti con i colonizzatori europei prima, e gli abitanti delle società post-coloniali poi. I costumi dei lacandón sono rimasti vicini a quelli che erano in epoca precolombiana. Hanno continuato a parlare la lingua maya, strettamente imparentata con il maya yucateco. Fino alla metà del XX secolo hanno avuto pochi contatti con il mondo esterno e hanno adorato gli dei maya negli antichi templi costruiti dai loro antenati. Alcuni continuano a credere nei miti precolombiani, specialmente nel nord; altri, specialmente nel sud, furono convertiti da sette battiste alla fine del XX secolo, soprattutto da una società cripto-missionaria che si definisce Istituto linguistico estivo.
Le canzoni tradizionali dei lacandón, un retaggio culturale minacciato dalle attività dei missionari, furono registrate nel febbraio del 1968 da un gruppo di studenti di musica svedesi, in collaborazione con la Casa Na Bolom di San Cristóbal de Las Casas. È in progetto una commercializzazione di queste registrazioni sotto forma di CD.
Dagli anni settanta, il governo del Messico paga i lacandón per utilizzare il legname delle loro foreste, il che ha portato a qualche integrazione tra loro e il mondo esterno.